# Reserva Natural El Imposible

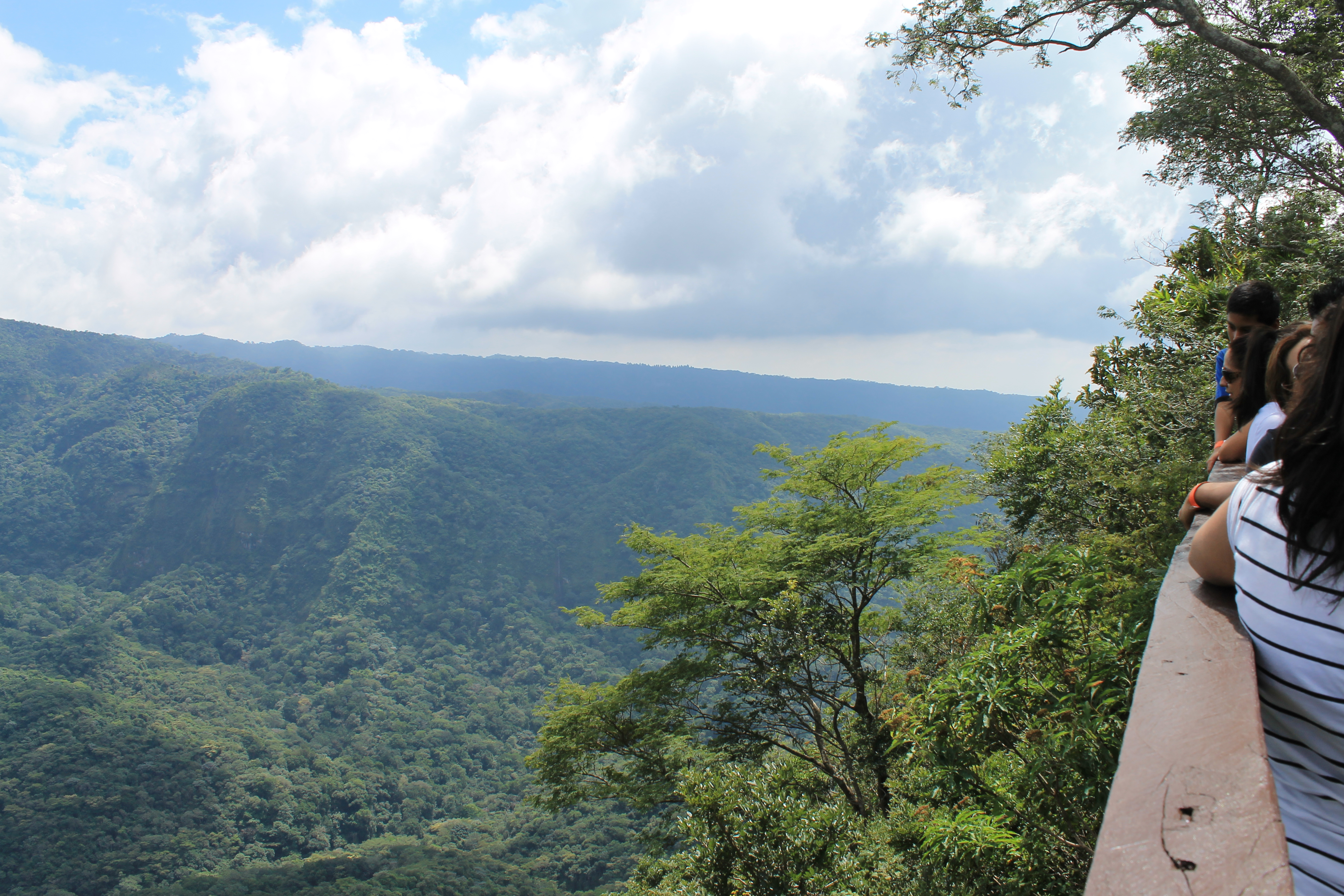
Aussichtsplattform Reserva Natural El Imposible

Die Reserva Natural El Imposible ist ein Nationalpark im Departamento Ahuachapán in El Salvador.

## Beschreibung
Der Park wurde am 1. Januar 1989 unter besonderen Schutz gestellt und umfasst eine Fläche von 5000 Hektar mit einer Höhenlage zwischen 250 und 1425 Meter. Im Jahr 1992 wurde der Nationalpark auf Grund der herausragenden kulturellen Bedeutung und natürlichen Eigenschaften in die Tentativliste des Weltnaturerbe der UNESCO aufgenommen, zusammen mit dem Nationalpark Cara Sucia (IUCN-Kategorie II (Parque nacional)).
Der Hochland-Sektor von El Imposible bewahrt den größten zusammenhängenden erhaltenen Wald in El Salvador. Die archäologischen Funde gehen zurück bis 160 v. Chr. und sind die frühesten Zeugnisse für die landwirtschaftlichen Siedlungen im südlichen Mesoamerika. Während der späten klassischen Periode 600 bis 900 n. Chr. befand sich dort ein regionales Zentrum der Cotzumalhuapa-Kultur. Diese und andere prähistorische Völker nutzten die reichen natürlichen Ressourcen von der abwechslungsreichen Umgebung in einem schmalen Küstenstreifen von Barra de Santiago, einschließlich der Sandstrände, Mangrovenwälder und Auen die das vulkanische Hochland bilden.
Im Gebiet des Parkes befinden sich die Quellen der Fließgewässer: San Francisco Menendez, El Corozo, Jencho, Mixtepe, Maishtapula, Izcanal, Ahuachapío und Guayapa.

## Besucher
25 hauptamtliche Park-Ranger sind für den Schutz der mehr als 500 Pflanzenarten, über 100 Arten von Säugetieren, 53 Amphibien- und Reptilienarten, 285 Vogelarten und über 5.000 Arten von Schmetterlingen zuständig. Unterstützt werden die Ranger von einem Team von 20 lokalen Reiseführern die den Besuchern die Besonderheiten zeigen. Die jährliche Besucheranzahl liegt bei rund 8000.